# اناویز
آناویز
آناویز روستایی است که در استان اردبیل، شهرستان خلخال، بخش مرکزی، دهستان خانندبیل شرقی قرار دارد.

## جمعیت
بر اساس سرشماری سال ۱۳۸۵ جمعیت این روستا ۳۰۲ نفر با ۶۱ خانوار بوده‌است.

## [[آناویز]](Anāviz) از آبادی‌های[[دهستان خانندبیل شرقی]]در[[بخش مرکزی شهرستان خلخال]]است که در ارتفاع 1637 متری ازسطح دریا در سمت شمال غربی دهستان جای گرفته‌است و از سمت شمال به[[ایلوانق]]، از سمت شمال غرب به گول تپه از[[دهستان سنجبد غربی]]بخش مرکزی[[شهرستان کوثر]]، از سمت غرب به روستای[[گاودول]]، از سمت جنوب به[[سنجبدله]]، از سمت جنوب شرقی به روستای[[علی آباد]]و از سمت شرق به[[داودخانی]]منتهی می‌شود
روستای [[آناویز]] در میان اهالی منطقه به «اَنوئوس» (اَن- ئو- ئوس) معروف است و به اعتقاد بعضی از اهالی گوئیا دراصل «آناائویز» به معنی خانه مادربوده که دراثرکثرت استعمال به شکل اخیردرآمده است با اینهمه نباید غافل بود که کلمه «أنو» در زبان سومری به معنی خدای آسمان بوده که با الهه ونوس در روم ویونان یکسان است و بزرگترین پرستشگاه سومری شهر«اوروک» را نیزبه همین نام نامیده‌اند. «أنو» یا «آناو» ، نام خرابه ای باستانی در 14 کیلومتری شرق عشق آباد پایتخت جمهوری ترکمنستان است که یکی از قدیمی‌ترین تمدن‌های بشری در آن یافت شده‌است. به نظر می‌رسد که نام این آبادی به نوعی با کلمه «انو» به مفهوم اخیر، در ارتباط بوده‌است چرا که نام بسیاری از آبادی‌های [[شهرستان خلخال]] به نام‌های سومری شباهت داشته و در برخی موارد از جمله آبادی انوئوس با آن‌ها یکسان بوده‌است. «انوس» نام یکی از الهه‌های تمدن سومری بوده‌است واین نام به احتمال قوی یادگاری از همان دوران می‌باشد .

## [[آناویز]]فاصله چندان زیادی با مرکز[[شهرستان خلخال]]ندارد و از آبادی‌های نزدیک به[[خلخال]]به شمار می‌رود که در مجاورت جاده اصلی[[خلخال]]–[[اردبیل]]جای گرفته‌است و به دلیل مجاورت با این جاده ، از سهولت دسترسی به وسایط نقلیه برخوردار است. قرار گرفتن در مجاورت رودخانه معروف هروچایی باعث شده‌است تا روستای[[آناویز]]از باغات زیبا و کشت وکار نسبتاً پررونقی برخوردار باشد و باغداری ، دامداری و کشاورزی را در زمره اصلی‌ترین شغل اهالی آن قرار دهد. تولید میوه‌های سردرختی مختلفی مثل سیب ، گلابی ، گیلاس ، آلبالو و.... ، کاشت و داشت و برداشت غله و حبوبات وکشت گیاهان علوفه ای از اقلام زراعی رایج روستاست
[[آناویز]] درسرشماری عمومی نفوس و مسکن سال 1385 دارای 61 خانوار با 302 نفر جمعیت بود که 156 نفرآن مردو 146 نفرزن بودند.درسرشماری سال1390 تعداد 56 خانوار با 242 نفر جمعیت در[[آناویز]] زندگی می کردند.امکانات تحصیلی درمقطع ابتدایی برای اهالی روستا فراهم است. دفترمخابراتی ، اتصال به شبکه سراسری برق ، آب آشامیدنی بهداشتی ، خانه بهداشت با خدمات بهداشتیاری و بهورزی ، مسجد و شورای اسلامی در [[آناویز]] وجود دارد. عملیات گازرسانی به روستای [[آناویز]] درشهریور ماه سال 1394 آغازشده‌است.